# Leuctra crimeana
Leuctra crimeana is een steenvlieg uit de familie naaldsteenvliegen (Leuctridae). De wetenschappelijke naam van de soort is voor het eerst geldig gepubliceerd in 1967 door Zhiltzova.